# Палац Аугустусбург і мисливський будинок Фалькенлюст
Палаци Августусбург і Фалькенлуст утворюють історичний будівельний комплекс у Брюлі, Північний Рейн-Вестфалія, Німеччина, який із 1984 року внесений до списку культурної спадщини ЮНЕСКО. Будівлі з'єднані просторими садами та деревами Шлосспарку. Авґустусбурзький палац (нім. Schloss Augustusburg) та його парки також слугують місцем проведення концертів палацу Брюль.
Палаци були побудовані на початку 18 століття архієпископом — курфюрстом Кельна Клеменсом Августом з Баварії з роду Віттельсбах. Архітекторами були Йоганн Конрад Шлаун та Франсуа де Кувіль. Головний блок палацу Авґустусбурґу — це U-подібна будівля з трьома основними поверхами та двома рівнями мансарди. Розкішні сходи спроєктував Йоганн Бальтазар Нойман.
Сади спроєктував Домінік Жирар. Також був закладений складний квітник для території на південь від палаців, але він був перебудований Пітером Йозефом Ленне в 19 столітті і перетворений на ландшафтний сад. Спроби відновити територію виявилися складними через погану доступність вихідних матеріалів.
Мисливський будинок Фалькенлюст спроєктував Франсуа де Кувільє і його побудовано у 1729—1740 роках у стилі мисливського будиночка Амалієнбург у парку палацу Німфенбурґ.
Невдовзі після Другої світової війни до 1994 року Авґустусбурґ використовувався президентом Німеччини як зал для приймання гостей держави, оскільки він недалеко від Бонна, який на той час був столицею Федеративної Республіки Німеччина.

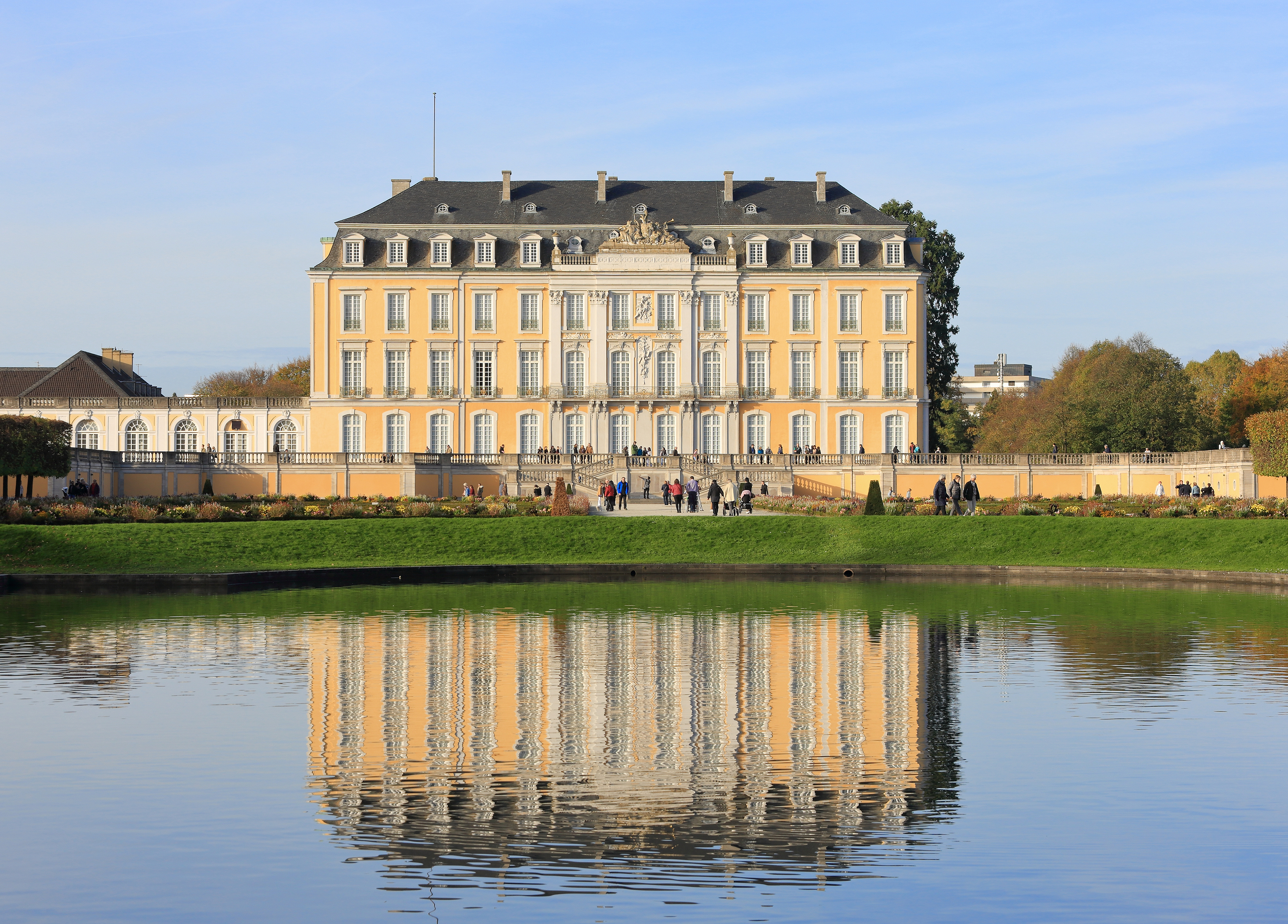
Замок Авґустусбурґ, відбиття в басейні парку
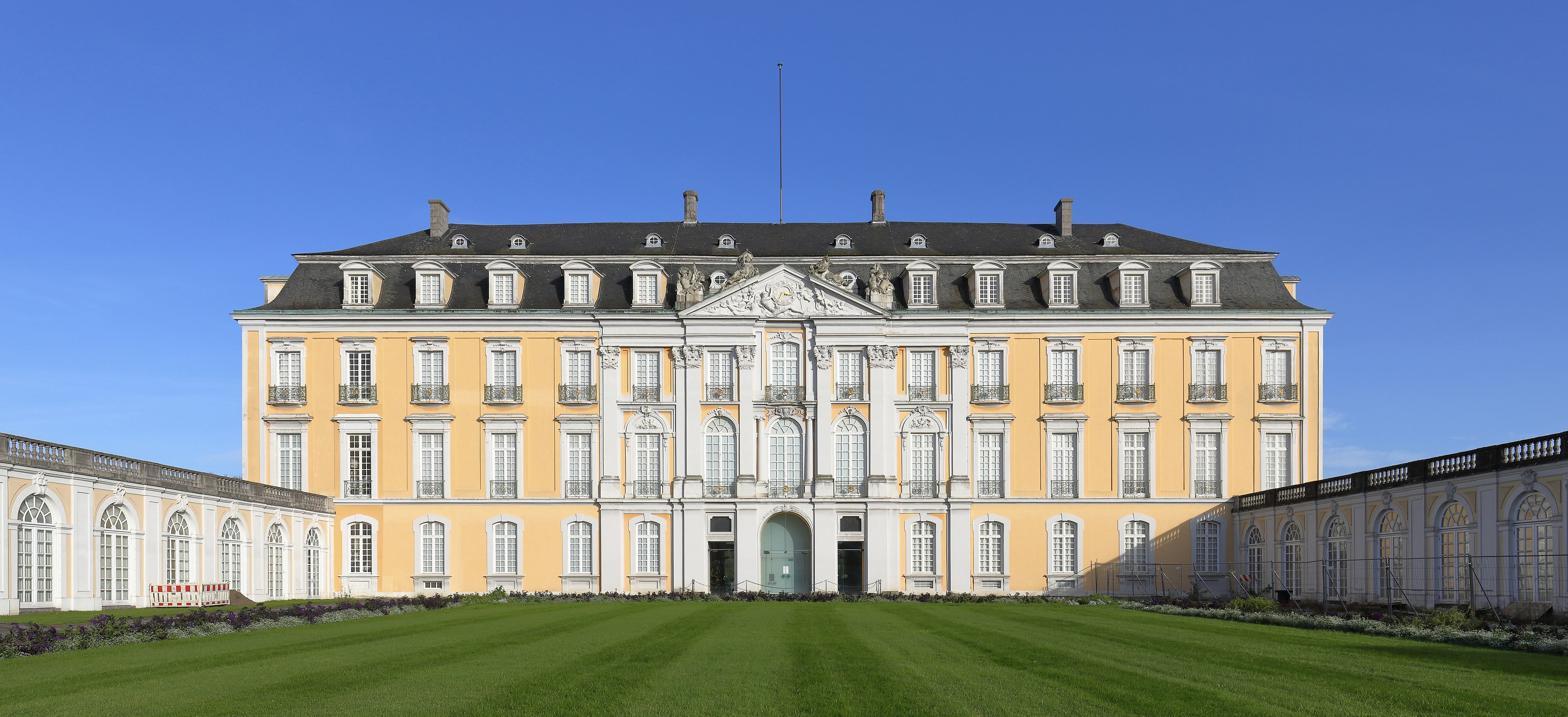
Західний фасад замку Авґустусбурґ
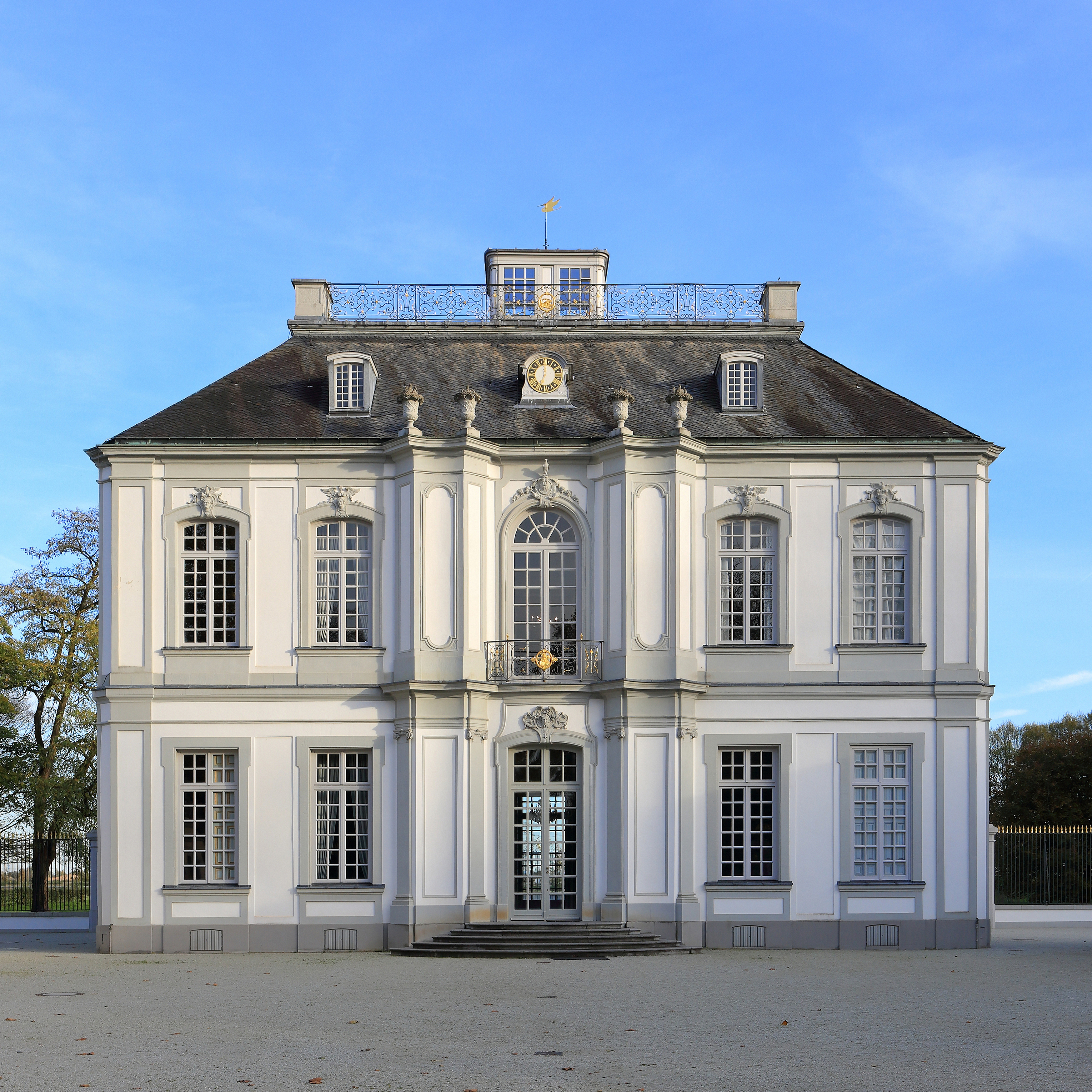
Мисливський будинок Фалькенлюст

## Див/ також
- Список резиденцій у стилі бароко